# Evelin Degen
Evelin Degen (* 1966 in Hilden) ist eine deutsche Flötistin.

## Leben
Degen studierte an der Folkwang Hochschule in Essen Flöte bei André Sebald und Matthias Rütters. Sie ist seit 1997 Dozentin für Flöte an der Robert Schumann Hochschule Düsseldorf und unterrichtete außerdem von 1999 bis 2005 an der Universität Essen.
Als Mitglied des Türmchen Ensemble (seit 1998) nahm sie mehrfach an den Wittener Tagen für neue Kammermusik und anderen Festivals für zeitgenössische Musik teil und wirkte an Rundfunk- und CD-Aufnahmen von Werken zeitgenössischer Komponisten wie Caspar Johannes Walter, Carola Bauckholt, Annette Schlünz, María Cecilia Villanueva, Karin Haussmann, Manos Tsangaris, Thomas Stiegler und Erik Oña mit.
Mit dem Ensemble Tra i Tempi, dem sie seit 1999 angehört, führte sie Werke von Morton Feldman und Salvatore Sciarrino auf. Außerdem wirkte sie hier an musiktheatralischen Projekten wie Pierrot lunaire von Arnold Schönberg (2003), scelsi nacht (2005), der Reihe Erlebnis Neue Musik (2005) und Becket Musik (mit Uraufführungen von Vladimir Mendelssohns Godot-Fragmenten und Michael Veltmans sunev, 2006) mit.
Ebenfalls seit 1999 arbeitet Degen mit dem Bassisten Peter Böving zusammen, mit dem sie eine Reihe musikalisch-literarischer Alben nach Texten u. a. von Erich Kästner (Gute Musik macht einsam, 2001) und Ernst Jandl (Jandls Ernst, 2000 und Funk den Ernst, 2001) veröffentlichte. Seit 2002 ist sie außerdem Mitglied des Ensembles E-MEX für Neue Musik, das sich insbesondere der Aufführung und Aufnahme der Werke von Komponisten wie Sven-Ingo Koch, Gordon Kampe, Elena Mendoza-López, Valerio Sannicandro, Vassos Nicolaou, Yasuko Yamaguchi, Christoph Maria Wagner und Jörg Birkenkötter widmet.
Am 4. Mai 2011 wurde ihr in Anerkennung der Verdienste um die Robert Schumann Hochschule der Titel einer Honorarprofessorin verliehen.